# Makuria
Makuria (Oud-Nubisch: Ⲙⲁⲕⲟⲩⲣⲓⲁ, Makouria; Arabisch: مقرة, al-Mukurra of al-Muqurra) was een koninkrijk gesitueerd in hedendaags Noord-Soedan en Zuid-Egypte. 

## Het koninkrijk
Het koninkrijk was onderdeel van een groep van Nubische koninkrijken die ontstonden in de eeuwen na de val van het Koesjitisch koninkrijk, dat een dominante rol vervulde in de regio vanaf circa 800 v.Chr. tot 350 n.Chr. Makuria omvatte oorspronkelijk het gebied langs de Nijl vanaf de derde cataract tot ergens tussen de vijfde en zesde cataract, waar het aan Alodia grensde. Het voerde ook de controle uit over handelsroutes, mijnen en oases in het oosten en westen. De hoofdstad was Dongola (of Dunqulah) en het koninkrijk wordt soms vernoemd naar haar hoofdstad.

## Geschiedenis
Tegen het einde van de 6e eeuw was Makuria bekeerd tot het christendom, maar in de 7e eeuw werd Egypte veroverd door islamitische legers, waardoor Nubië was afgesneden van de rest van de christelijke wereld. In 651 viel een Arabisch leger binnen, maar het werd teruggeslagen en een verdrag, bekend onder de naam Bakt, werd getekend, waardoor een lange periode van relatieve vrede tussen beide partijen mogelijk werd, die duurde tot de 13e eeuw. Makuria breidde haar grenzen uit, annexeerde haar noordelijke buur Nobatia, ofwel ten tijde van de Arabische invasie, of tijdens de heerschappij van koning Merkurios. De periode van circa 750 tot 1150 bracht een stabiel en welvarend koninkrijk, in wat wel genoemd wordt de "Gouden Eeuw". Toenemende agressie vanuit Egypte en interne onenigheid leidden tot de ineenstorting van de staat in de 14e eeuw.